# Trischizostoma circulare
Trischizostoma circulare is een vlokreeftensoort uit de familie van de Lysianassidae. De wetenschappelijke naam van de soort is voor het eerst geldig gepubliceerd in 1961 door Barnard.